# فیلیپ لینهارت
فیلیپ لینهارت (انگلیسی: Philipp Lienhart؛ زادهٔ ۱۱ ژوئیهٔ ۱۹۹۶) بازیکن فوتبال اهل اتریش است.
از باشگاه‌هایی که در آن بازی کرده‌است می‌توان به باشگاه فوتبال رئال مادرید، باشگاه فوتبال ایبار، باشگاه فوتبال راپید وین، باشگاه فوتبال رئال مادرید کاستیا، باشگاه فوتبال فرایبورگ، و باشگاه فوتبال رئال مادرید سی اشاره کرد.
وی همچنین در تیم‌های ملی فوتبال زیر ۲۱ سال اتریش، و اتریش بازی کرده‌است.